# Phyle glauca
Phyle glauca là một loài bướm đêm trong họ Geometridae.